# ウィリアム・ピッペン

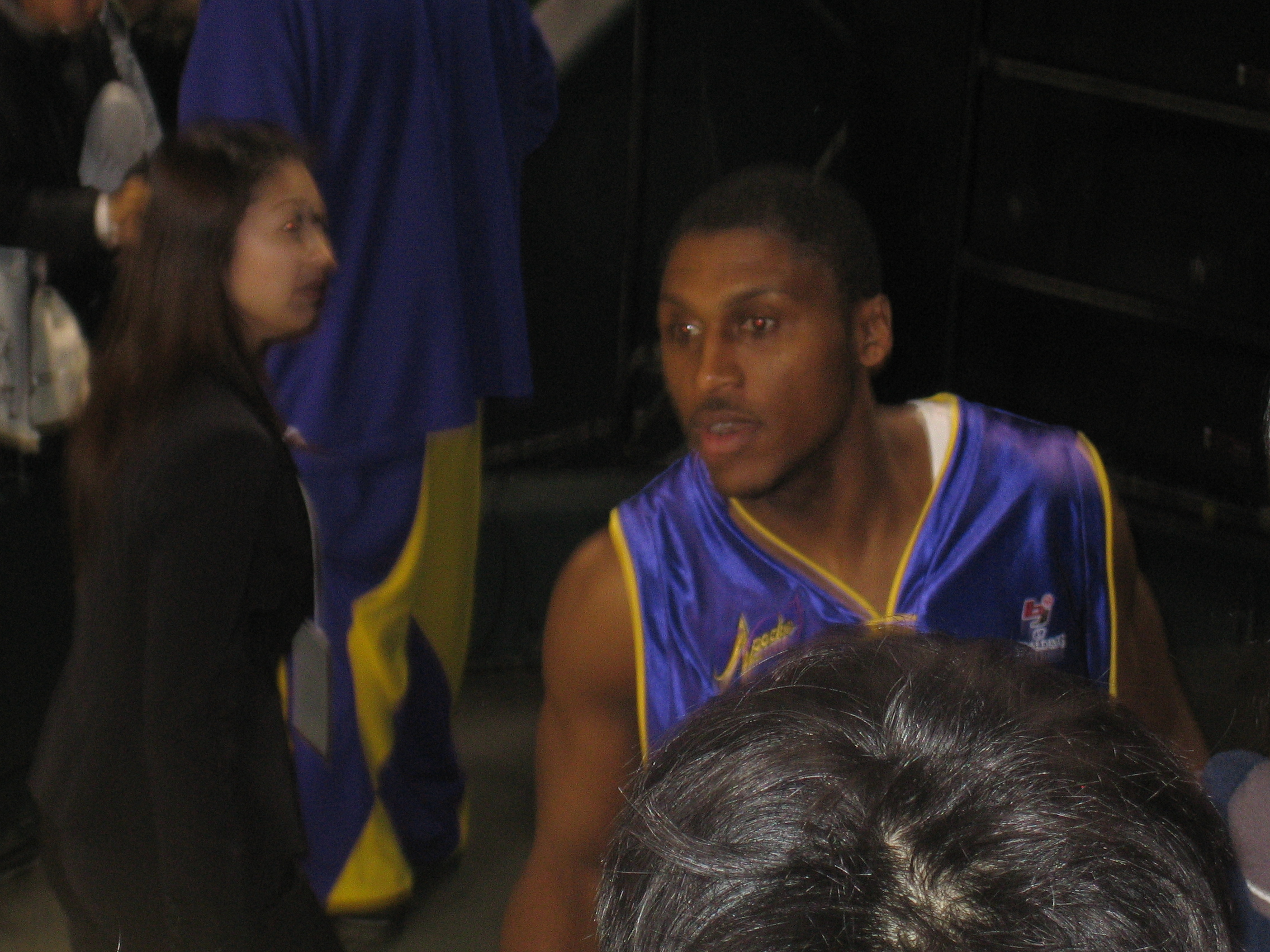

ウィリアム・ピッペン（William Pippen, 1980年8月30日 - ）は、アメリカ合衆国のバスケットボール選手。アーカンソー州ハンブルク出身。元NBA選手のスコッティ・ピッペンの甥である。身長203cm、体重97.5kg。

## 経歴
ハンブルク高校、コナーズ州立ジュニアカレッジを経て、テネシー中央州立大学に編入。テネシー中央州立大学ではジョン・ハンフリーらと共にプレーし、4年生の時には1試合平均15.5得点、6.0リバウンドの成績を残した。卒業後、NBAドラフトでは指名を受けず、フリーエージェントとしてフェニックス・サンズと契約したが11月に解雇され、NBADLのハンツビル・フライトやルクセンブルクのAmicale Steinselでプレーした。
2005年、ジョー・ブライアントがヘッドコーチに就任したbjリーグの東京アパッチにハンフリーと共に移籍し、平均22.1得点、8.5リバウンドを挙げるなどオールラウンドに活躍。プレイオフ進出に貢献し、ベスト5に選出された。
その後、日本を離れ、WBAのMurfreesboro Musicansや、メキシコLNBPのCorrecaminos Tampico Reynosa、ヨルダンエクセレント・リーグのArena Ammanに所属し、主力として活躍している。